# Bathyraja longicauda
Bathyraja longicauda är en rockeart som först beskrevs av de Buen 1959.  Bathyraja longicauda ingår i släktet Bathyraja och familjen egentliga rockor. IUCN kategoriserar arten globalt som otillräckligt studerad. Inga underarter finns listade.